# Jugendanstalt Schleswig
In der Jugendanstalt Schleswig wird die Jugendstrafe für das gesamte Bundesland Schleswig-Holstein vollzogen. Die Einrichtung liegt in einem Waldgebiet am westlichen Rand der Stadt Schleswig (Königswiller Weg 26). Seit 2017 wird der Neubau des Hafthaus Innenhofes durch das Land Schleswig-Holstein bis voraussichtlich Mitte 2019 ausgeführt.

## Zuständigkeit und Organisation
Die JA Schleswig ist zuständig für die Vollstreckung von Jugendstrafen vom 14. bis zum 24. Lebensjahr und Untersuchungshaft bis zum 21. Lebensjahr. Von den 112 Haftplätzen gehören zehn zum Offenen Vollzug. Die Sozialtherapie der JA hat 30 Behandlungsplätze. Die  Unterbringung erfolgt im Wohngruppenvollzug in mehreren Hafthäusern, in denen jeweils 11 bis 15 Gefangene untergebracht sind.